# Claude Toukéné-Guébogo
Claude Protais Toukéné-Guébogo est un athlète camerounais né le 25 février 1975.

## Carrière
Claude Toukéné-Guébogo remporte aux Championnats d'Afrique centrale 1995 à Yaoundé la médaille d'or du 100 mètres ainsi que la médaille d'argent du relais 4 × 100 mètres.
Aux Championnats d'Afrique 1996 à Yaoundé, il est médaillé de bronze du relais 4 × 100 mètres.
Il est éliminé au premier tour du relais 4 × 100 mètres masculin aux Jeux olympiques d'été de 1996 à Atlanta.
Aux Championnats d'Afrique 1998 à Dakar, il est médaillé de bronze du relais 4 × 100 mètres.

## Famille
Il est le frère de l'entraîneur de handball Serge Christian Guébogo.